# بروتين التخزين
تعمل بروتينات التخزين (بالإنجليزية: storage protein)‏ كاحتياطي بيولوجي للأيونات المعدنية والأحماض الأمينية التي تستخدمها الكائنات الحية، وتوجد في بذور النباتات وبياض البيض والحليب.
يعتبر الفيريتين كأحد أمثلة بروتين التخزين الذي يخزن الحديد والذي بطبعه أحد مكونات الهيم الموجود في البروتين الناقل والهيموغلوبين كما في السيتوكروم.
بعض بروتينات التخزين تخزن الأحماض الأمينية الذي تستخدم في التطور الجنيني للحيوانات أو النباتات. يوجد نوعين بروتينات تخزين في الحيوانات وهما الكازين وألبومين البيض.
تحتوي البذور لا سيما بذور النباتات البقولية على تركيز عالي من بروتينات التخزين والتي يمكن أن تصل إلى 25 بالمئة من الوزن الجاف للبذرة. من بروتينات التخزين المعروفة في القمح هي برولامين الغليادين وهو أحد مكونات الغلوتين.